# Перепись населения Литвы (1942)
Перепись населения Литвы 1942 года была проведена на территории Генерального округа «Литва» по инициативе  немецких оккупационных властей в целях установления количества трудоспособного населения. В переписи не были учтены евреи и Клайпедский край.  
| Округ                       | Уезд                | Население, тыс. человек |
| --------------------------- | ------------------- | ----------------------- |
| Вильнюсский городской округ | Вильнюс             | 146,3                   |
| Вильнюсский округ           | Алитусский уезд     | 116,9                   |
| Вильнюсский округ           | Ошмянский уезд      | 95,5                    |
| Вильнюсский округ           | Эйшишский уезд      | 60,9                    |
| Вильнюсский округ           | Свирский уезд       | 77,6                    |
| Вильнюсский округ           | Свенцянский уезд    | 107,9                   |
| Вильнюсский округ           | Тракайский уезд     | 108,5                   |
| Вильнюсский округ           | Вильнюсский уезд    | 149,8                   |
| Каунасский городской округ  | Каунас              | 113,9                   |
| Каунасский округ            | Каунасский уезд     | 132,8                   |
| Каунасский округ            | Кедайнский уезд     | 89,5                    |
| Каунасский округ            | Лаздияйский уезд    | 44,4                    |
| Каунасский округ            | Мариямпольский уезд | 102,4                   |
| Каунасский округ            | Шакяйский уезд      | 62,8                    |
| Каунасский округ            | Вилкавишкский уезд  | 86,7                    |
| Шяуляйский округ            | Кретингский уезд    | 104,5                   |
| Шяуляйский округ            | Мажейкяйский уезд   | 74,9                    |
| Шяуляйский округ            | Расейняйский уезд   | 114,6                   |
| Шяуляйский округ            | Шяуляйский уезд     | 219,9                   |
| Шяуляйский округ            | Таурагский уезд     | 118,0                   |
| Шяуляйский округ            | Тельшяйский уезд    | 88,9                    |
| Паневежский округ           | Биржайский уезд     | 95,5                    |
| Паневежский округ           | Паневежский уезд    | 155,9                   |
| Паневежский округ           | Рокишкский уезд     | 75,9                    |
| Паневежский округ           | Утенский уезд       | 91,9                    |
| Паневежский округ           | Вилкмергский уезд   | 121,6                   |
| Паневежский округ           | Зарасайский уезд    | 61,1                    |